# Michael Brecker
Michael Brecker (Philadelphia, 1949. március 29. – New York, 2007. január 13.) többszörös Grammy-díjas amerikai szaxofonos. 

## Pályafutása
Zenész családban nőtt fel Philadelphiában. Apja ügyvéd volt és zongorán játszott.
Brecker hatévesen klarinétozni kezdett, amit nyolcévesen altszaxofonra cserélt, tízévesen már tenorszaxofonozott. Bátyja, Randy a trombitált. Mindkét testvér elég korán látta és hallotta játszani Miles Davist, Thelonious Monkot, Duke Ellingtont. Brecker végül is azt, hogy zenész legyen, John Coltrane zenéjének köszönhette.
1966-ban ment tanulni az Indianai Egyetemre. Utána döntött a hivatásos zenész pálya mellett. 1968-ban New Yorkban a Dreams jazz-rock együttesben játszott, majd 1973-tól a bátyjával a Horace Silver Quintetben szerepelt.
Aztán a testvérek Brecker Brothers együttesként jelentek meg, és 1977-ben megnyitották a Seventh Avenue South klubot, és egymás után hat albumot is rögzítettek.
Brecker az 1970-es évek közepétől már keresett muzsikus volt. Játszott Chet Baker, George Benson, Dave Brubeck, Don Cherry, Chick Corea, Gary Burton, Herbie Hancock, Freddie Hubbard, Quincy Jones, Pat Metheny, Charles Mingus, Jaco Pastorius, Horace Silver, Tony Williams, John Lennon, Melanie, Frank Sinatra, Bruce Springsteen, Frank Zappa, Steely Dan, Joni Mitchell társaságában is.
1987-ben Brecker szólistaként debütált Michael Brecker névű lemezével, amelyen Pat Metheny, Jack DeJohnette és Charlie Haden is szerepelt. Ezt a lemezt a Down Beat olvasói az év albumának választották. Második szólóalbumával (Don't Try This At Home) elnyerte az első Grammy-díját. 1990-ben közreműködött Paul Simon „The Rhythm Of The Saints” című albumán, kedvenc albuma lett, és Paul Simonnal másfél éves turné követte.
Brecker élete során mintegy 900 albumon játszott és tucatnyi Grammy-díjat nyert.
Súlyos csontvelő-betegségben szenvedett, s később leukémiával is diagnosztizálták. 2007-ben hunyt el, a betegségek következtében.

## Lemezválogatás

### Zenekarvezető
- 1987: Michael Brecker
- 1988: Don't Try This At Home
- 1990: Now You See It...(Now You Don’t)
- 1996: Tales From the Hudson
- 1998: Two Blocks From the Edge
- 1999: Time Is of the Essence
- 2001: Nearness of You
- 2003: Wide Angles
- 2007: Pilgrimage

### Együttműködő
- 1975 (The Brecker Brothers) The Brecker Brothers
- 1976 (The Brecker Brothers) Back To Back
- 1977 (The Brecker Brothers) Don't Stop the Music
- 1978 (The Brecker Brothers) Heavy Metal Be-Bop
- 1981: (Steps) Smokin' In the Pit
- 1981: (Steps) Step By Step
- 1982: (Steps) Paradox
- 1983: (Steps Ahead) Steps Ahead
- 1984: (Steps Ahead) Modern Times
- 1986: (Steps Ahead) Magnetic
- 1986: (Steps Ahead) Live in Tokyo
- 1990: (The Brecker Brothers) The Collection, Vol. 1
- 1990: (The Brecker Brothers) The Collection, Vol. 2
- 1992: (The Brecker Brothers) Return of the Brecker Brothers
- 1994: (The Brecker Brothers) Out of the Loop

## Díjak
- Grammy-díjak száma: 13 (14 ?)
- 2007: Down Beat Jazz Hall of Fame

## Fordítás
- Ez a szócikk részben vagy egészben  a   Michael Brecker című német Wikipédia-szócikk ezen változatának fordításán alapul.  Az eredeti cikk szerkesztőit annak laptörténete sorolja fel. Ez a jelzés csupán a megfogalmazás eredetét és a szerzői jogokat jelzi, nem szolgál a cikkben szereplő információk forrásmegjelöléseként.